# PorTren
PorTren es un consorcio, integrado por Christophersen (CHR Group), de Uruguay, y Cointer Concesiones (Grupo Azvi), de España, que aporta el material rodante, infraestructura y equipamiento de apoyo, incluido un centro de mantenimiento en Juanicó, para la operación de servicio de transporte ferroviario de carga entre UPM Paso de los Toros y el Puerto de Montevideo, en el Ferrocarril Central de Uruguay. La operación de este servicio ferroviario durante 22 años es realizada por el consorcio DBCC Transport, compuesto por DB International Operations (Deutsche Bahn), Christophersen y Cointer.

## Historia
El Consorcio PorTren fue creado tras la adjudicación por parte de la finlandesa UPM-Kymmene para la provisión de un total de 7 locomotoras y 140 vagones, así como para la construcción del Centro de Operación y Mantenimiento de esta operación.
PorTren adquirió siete locomotoras diésel-eléctricas Stadler Euro 4001 fabricadas por Stadler en España, así como ciento cuarenta vagones, también fabricados en España, que fueron entregados en su totalidad en 2023.
Por otra parte, la compañía diseñó y construyó un amplio Centro de Operaciones y Mantenimiento (COM), en las cercanías de Juanicó, en el Departamento de Canelones, iniciando las obras en marzo de 2022. En noviembre de 2023 fue inaugurado el COM, con la presencia del Presidente de la república, Luis Lacalle Pou y otras autoridades nacionales y departamentales. 